# Diodo fotorivelatore a singolo fotone

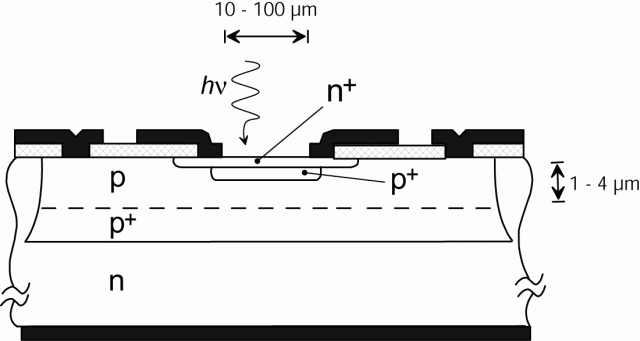
Esempio semplificato della struttura di uno SPAD

Un diodo fotorivelatore a singolo fotone (SPAD) è un fotorivelatore a stato solido con un diametro che può variare da pochi µm a centinaia di µm. 
Si tratta di un diodo, realizzato mediante una giunzione PN, progettato per essere polarizzato in inversa oltre alla tensione nominale di breakdown. In questa condizione il dispositivo si trova in una condizione instabile: la corrente è praticamente nulla, mentre il campo elettrico presente nella zona di carica spaziale è particolarmente elevato.
Un eventuale fotone assorbito dal dispositivo può generare una coppia elettrone-lacuna. Se una carica libera così generata raggiunge la zona di carica spaziale (zona attiva), l'elevato campo elettrico potrebbe accelerarla in modo da raggiungere e superare (lungo il suo libero cammino) l'energia di ionizzazione del materiale stesso. La collisione di questa carica con il reticolo del materiale potrebbe generare ulteriori cariche (coppie elettrone-lacuna) che possono a loro volta contribuire alla generazione di ulteriori cariche, innescando così un processo cosiddetto a "valanga". Il segnale di corrente che ne deriva è macroscopico (tipicamente nell'ordine del mA) ed è correlato all'assorbimento del fotone che ha generato la valanga.
Si noti che la zona sensibile è tipicamente più estesa della zona di carica spaziale: anche una carica generata al di fuori della zona di carica spaziale può, per migrazione e/o diffusione, raggiungerla dando origine ad una valanga.

## Efficienza di rivelazione

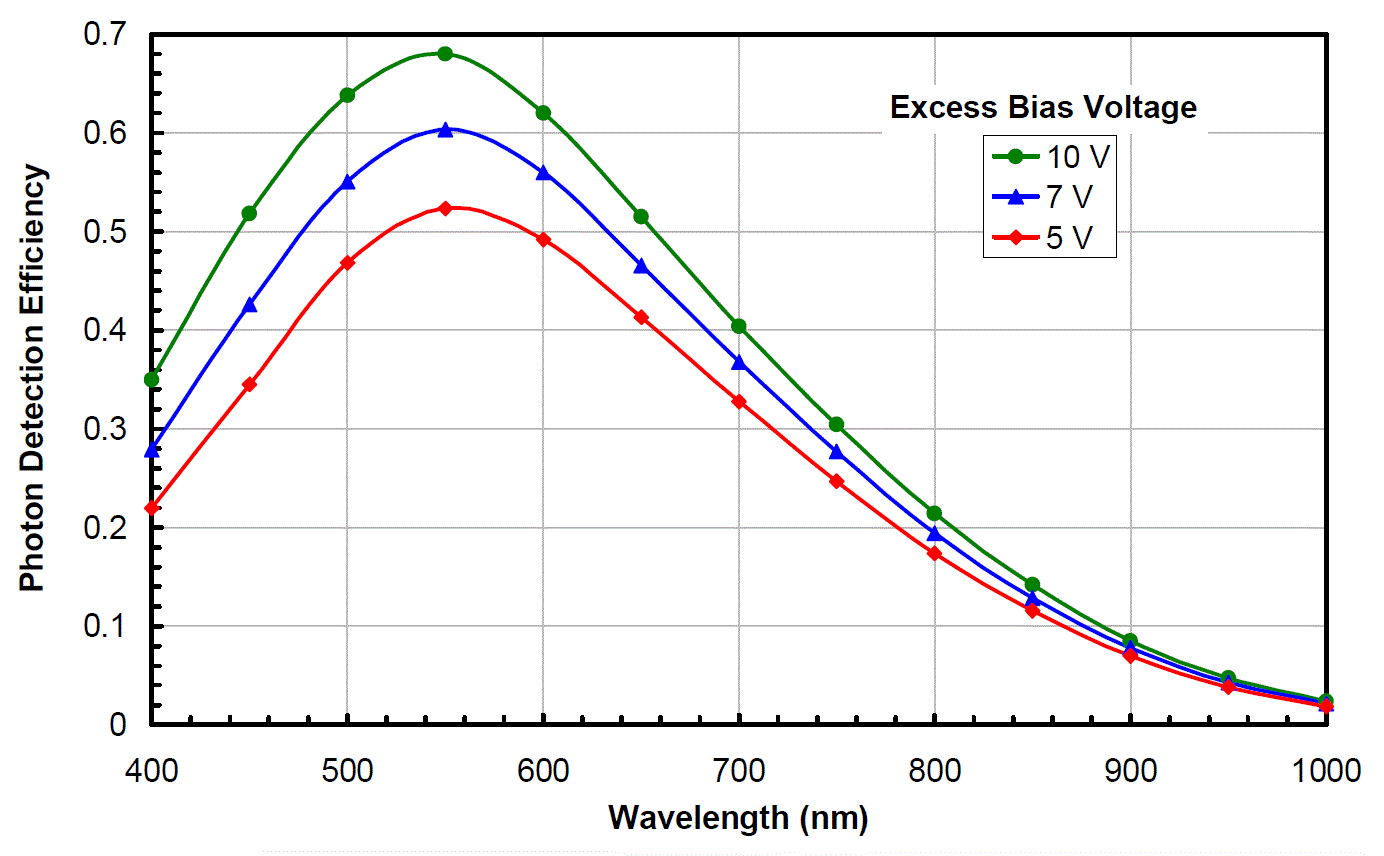
Esempio di Efficienza quantica in funzione della lunghezza d'onda incidente e della sovratensione.

L'efficienza di rivelazione è legata tipicamente al prodotto dell'efficienza ottica per l'efficienza di innesco della valanga.
L'efficienza ottica è il prodotto della percentuale di luce trasmessa all'interno del fotorivelatore per la probabilità che la luce venga effettivamente assorbita dal materiale nella zona sensibile, mentre l'efficienza di innesco è la probabilità che un fotone assorbito nella zona sensibile possa effettivamente dare origine ad una valanga.
Solitamente le curve di efficienza dei dispositivi SPAD hanno una forte dipendenza dalla lunghezza d'onda della radiazione incidente e dalla tensione di polarizzazione del dispositivo stesso: maggiore è la tensione, maggiore è l'efficienza di innesco.

## Risoluzione temporale

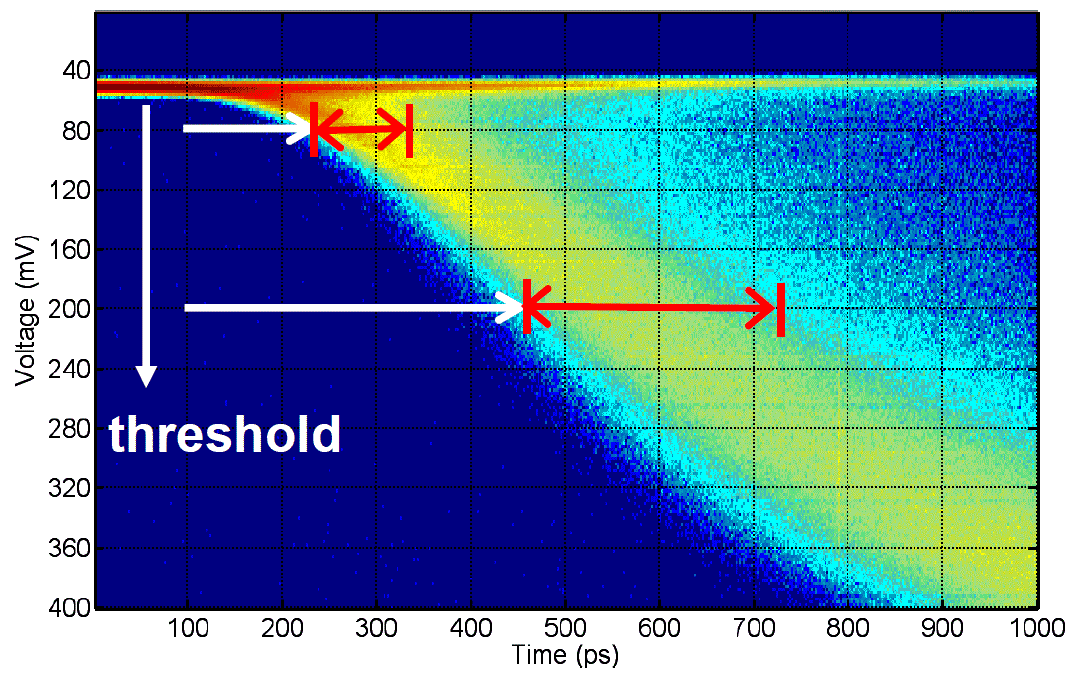
Esempio di fronte di corrente e di dipendenza della risoluzione temporale in funzione della soglia di acquisizione.

Il segnale generato da un fotorivelatore SPAD è tipicamente un impulso di corrente con un fronte di salita estremamente ripido. Questo permette di ottenere segnali in grado di indicare l'arrivo del fotone con un'elevata risoluzione temporale (da poche decine a qualche centinaia di picosecondi). La crescita della valanga, quindi anche la risoluzione temporale, dipende notevolmente dalla tensione di polarizzazione e dalla soglia di lettura del segnale di corrente.

## Gestione della valanga
Una volta innescata la valanga, il diodo non è più in grado di rivelare altri fotoni. Per ripristinare il dispositivo rendendolo nuovamente sensibile, è necessario spegnere la valanga. Questo può essere ottenuto polarizzando il dispositivo ad una tensione inversa minore della tensione di breakdown, in modo che la corrente di valanga si possa estinguere. Questa operazione è tipicamente indicata come quenching.
Una volta azzerata la corrente, il diodo può essere portato nuovamente alla tensione di polarizzazione desiderata (reset). È possibile realizzare lo spegnimento della valanga con una semplice resistenza (spegnimento passivo) o con un dispositivo appositamente progettato (spegnimento attivo) indicato con l'acronimo AQC (active quenching circuit).
Lo spegnimento passivo è semplice da realizzare ma comporta tipicamente tempi lunghi per ricaricare la capacità della giunzione fino alla tensione di polarizzazione desiderata. Uno spegnimento attivo permette invece di spegnere la valanga (fase di quenching) appena questa viene rivelata (fase di sensing), riducendo quindi la carica totale che attraversa la giunzione PN. In caso di spegnimento attivo anche la fase di reset è tipicamente più veloce rispetto a quanto si ottiene con il reset passivo.
Per sfruttare le caratteristiche dei fotorivelatori SPAD è particolarmente importante ridurre sia il tempo di spegnimento della valanga (per ridurre la dissipazione) che il tempo di ripristino della tensione di polarizzazione (per ridurre il tempo in cui il dispositivo non ha ancora le caratteristiche di risoluzione temporale e di efficienza richiesti). I diodi SPAD hanno tensioni di breakdown che vanno da qualche decina a qualche centinaia di Volt. Questo significa che la corrente che attraversa il diodo in fase di valanga può produrre una dissipazione elevata che può anche distruggere il diodo stesso.  Per quanto riguarda la fase di reset, un reset veloce permette un pronto ripristino delle caratteristiche del dispositivo: l'efficienza e la risoluzione temporale del dispositivo dipendono infatti dalla tensione di polarizzazione, in particolare dalla differenza tra la tensione di polarizzazione e la tensione di breakdown.

## Limiti degli SPAD

### Saturazione
Utilizzando un AQC è possibile definire un cosiddetto "tempo morto", ovvero la distanza minima tra due rivelazioni consecutive. Ogni valanga quindi genera infatti un tempo in cui il dispositivo non è sensibile ad eventuali fotoni incidenti. Questo porta ad un fenomeno di saturazione: infatti maggiore è la quantità di luce rilevata, minore è il tempo in cui il dispositivo è effettivamente sensibile alla luce.

### Buio
Statisticamente si possono generare valanghe dovute a cariche ottenute per generazione termica. Questo crea un numero di eventi statistico nell'unità di tempo che non è legato alla luce e che tipicamente ha una forte dipendenza dalla temperatura del dispositivo stesso. Per migliorare stabilità e prestazioni, i dispositivi SPAD sono tipicamente raffreddati ad esempio mediante celle Peltier.

### Dinamica
Conteggi di buio e saturazione pongono dei limiti alla minima e alla massima intensità di luce rivelabile dallo SPAD, e quindi alla dinamica del segnale ottico misurabile. 

### After-pulsing
Durante la fase di spegnimento, anche se la corrente si annulla, alcune cariche possono rimanere intrappolate nella zona sensibile e, se rilasciate successivamente alla ripolarizzazione del dispositivo, possono generare dei conteggi di buio dipendenti dalle precedenti valanghe.
Questo fenomeno noto come after-pulsing è dipendente dalla temperatura e dal tempo morto, in particolare aumenta riducendo il tempo in cui il dispositivo viene tenuto spento dopo una valanga.

### Counting,timinge applicazioni
I dispositivi SPAD possono essere determinanti in applicazioni dette a singolo fotone in cui i segnali di luce sono particolarmente deboli come FLIM, FRET e microscopia dove le cifre di merito importanti sono l'efficienza, ed i bassi conteggi di buio.
Data l'elevata risoluzione temporale e l'elevata dinamica raggiunta con AQC sempre più veloci, gli SPAD sono fondamentali per sistemi che richiedono misure di segnali deboli sovrapposti a segnali particolarmente intensi per la ricostruzione di immagini 3D, come ad esempio nei sistemi LiDAR.